# Nine Network
Nine Network, vaak Channel Nine genoemd, is een Australisch televisienetwerk, beschikbaar op de grotere markten in Australië. Het brede aanbod van Nine Network in nieuws, sport en entertainment heeft voor grote kijkersaantallen gezorgd.
Hun slogan "Still the one" baseerde zich op de langdurige populariteit in Australië sinds de televisie daar is geïntroduceerd. De afgelopen twee decennia is het wat kijkcijfers betreft niet verslagen door andere netwerken, met uitzondering van Seven Network in 2000.